# Asphaltmischanlage

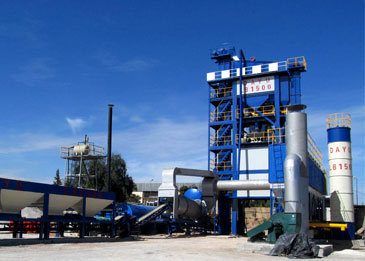
Bild einer typischen Asphaltmischanlage zur Herstellung von Asphalt

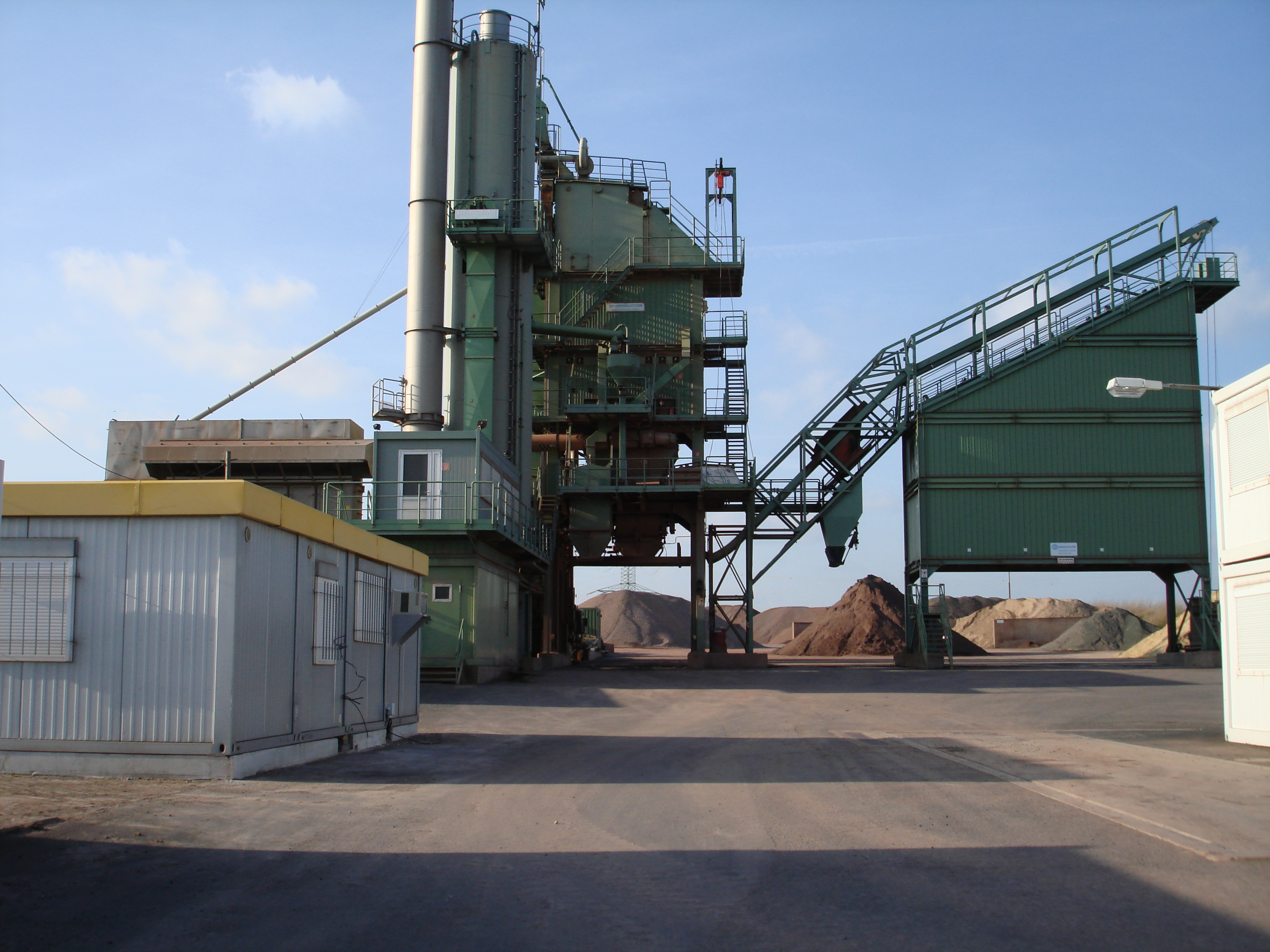
Asphaltmischanlage in Deutschland. Zu sehen ist nur ein Teil der Anlage, darunter das Waage-, Sieb- und Mischermodul (geradeaus), sowie das Mischgutsilo rechts von der Anlage

In Asphaltmischanlagen und Asphaltmischwerken wird Asphaltmischgut durch einen thermischen Vermischungsprozess von Mineralgesteinen, Füller (Gesteinsmehl), Bindemittel (meist Bitumen) und ggfs. Additiven hergestellt. Der Vermischungsprozess ist in der Regel dann optimal, wenn das Mineral homogen vermischt und vollständig vom Bindemittel benetzt ist. Der komplexe Verfahrensablauf der gesamten Asphaltmischanlage wird meist über eine zentrale Steuerung ermöglicht. Die durchschnittliche Anlagenleistung einer Asphaltmischanlage liegt in der Regel zwischen 80 und 320 Tonnen Asphaltmischgut in der Stunde. Die notwendigen Sicherheitsanforderungen für Asphaltmischanlagen werden in der Norm DIN EN 536 behandelt. Die Anforderungen an das Asphaltmischgut werden in der Norm DIN EN 13108 definiert.
In den 1950er und 1960er Jahren wurden überwiegend mobile Asphaltmischanlagen verwendet. Ihre Bedienung war sehr personalintensiv und erfolgte weitgehend per Hand. Mit dem Aufkommen der elektronischen Steuerung und strengerer Umweltauflagen in den 1970er Jahren kamen vermehrt stationäre Anlagen zum Einsatz. Moderne Anlagen können aufgrund eines nahezu vollkommen automatisierten Produktionsprozesses mit nur einer Person betrieben werden.

## Produktionsverfahren
Man unterscheidet grundsätzlich zwei Produktionsverfahren:
Bei der kontinuierlichen Produktion erfolgt der Mischprozess im (pausenlosen) Durchlaufbetrieb. Dabei werden die einzelnen Komponenten kontinuierlich dem Mischprozess zugegeben. Dieses Verfahren eignet sich besonders für große Baulose mit gleich bleibendem Mischgut.
Bei der diskontinuierlichen Produktion werden im Betrieb nach einem Rezept, die vorher verwogenen Komponenten des Asphaltmischgutes chargenweise in einen Asphaltmischer gemischt. Dieses Verfahren ist flexibler, da es die chargenweisen Änderungen des Mischrezeptes ermöglicht. Außerdem lassen sich hier in der Regel durch genauere Zugabemengen und angepasste Mischzeiten bzw. Mischzyklen eine höhere Mischqualität erzielen.
In Europa wird überwiegend das diskontinuierliche Produktionsverfahren bei der Asphaltproduktion eingesetzt.

## Typen von Asphaltmischanlagen
Es gibt drei verschiedene Anlagentypen bei Asphaltmischanlagen:
- Stationäre Anlagentypen werden meist verkehrsgünstig platziert, um von dort aus einen möglichst großen Lieferbereich abzudecken (zum Beispiel Autobahnabfahrten oder Industriegebiete von Großstädten) und um den Lieferverkehr zur Baustelle kurz zu halten. Teilweise stehen die Asphaltmischanlagen auch in regionalen Mineralstofflagerstätten wie Steinbrüchen, um die Mineralstoffanlieferung kostengünstig zu halten. Dieser Anlagentyp benötigt ein Betonfundament.
- Leicht versetzbare Anlagentypen eignen sich für Baustellen mit einem begrenzten Zeitrahmen, die dann mit einem Bauabschnitt umziehen können (zum Beispiel Autobahnneubau). Dieser Anlagentyp besitzt meist ein eigenes Stahlfundament.
- Radmobile Anlagentypen werden meist eingesetzt, wenn nur kleinere Losgrößen in weit abgelegenen ländlichen Gegenden benötigt werden (beispielsweise Straßenbau in Sibirien). Dieser Anlagentyp benötigt am Aufstellungsort lediglich einen von LKW befahrbaren Platz als Fundament.

## Anlagenbaugruppen

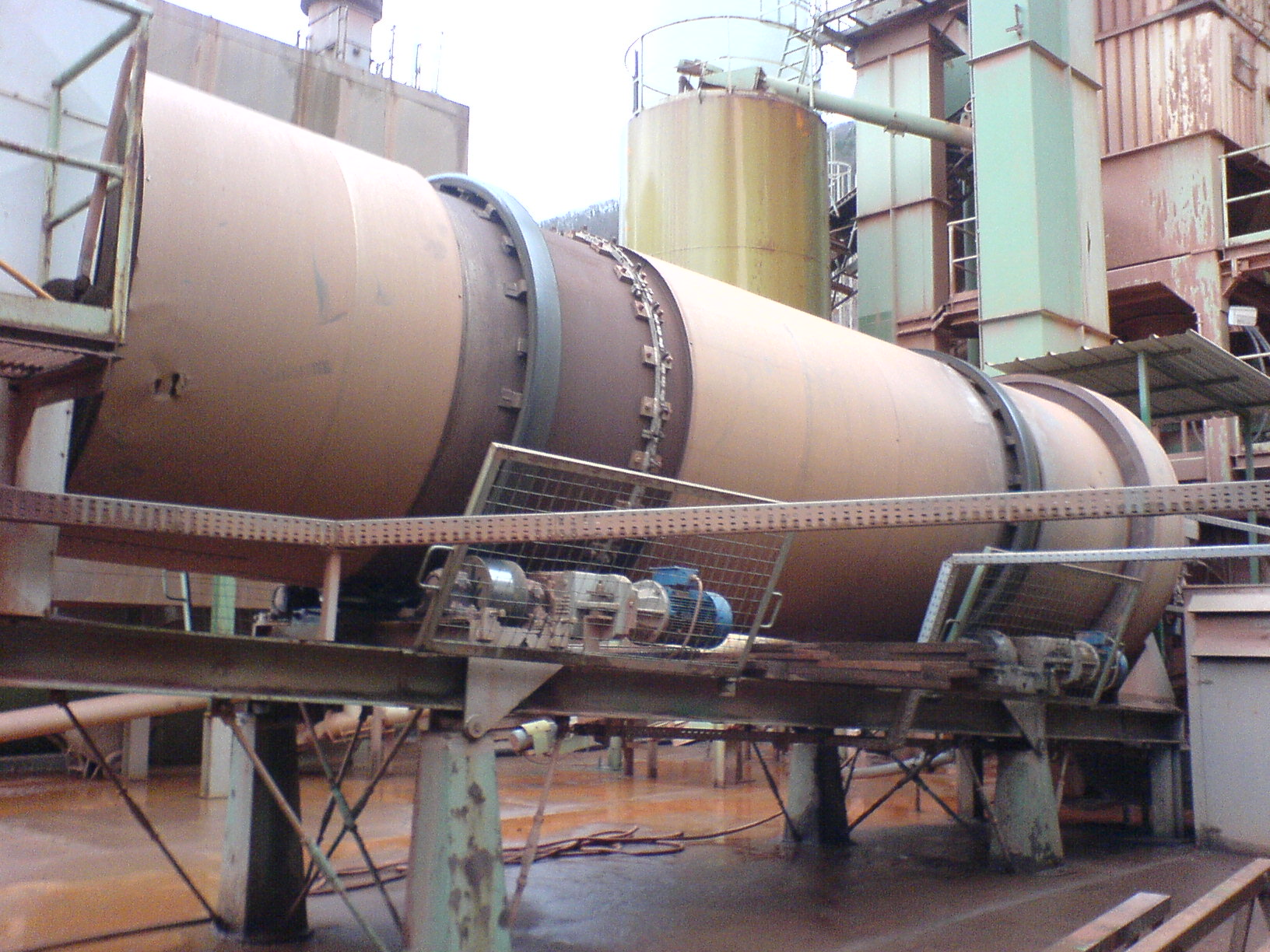
Die Trockentrommel einer Mischanlage

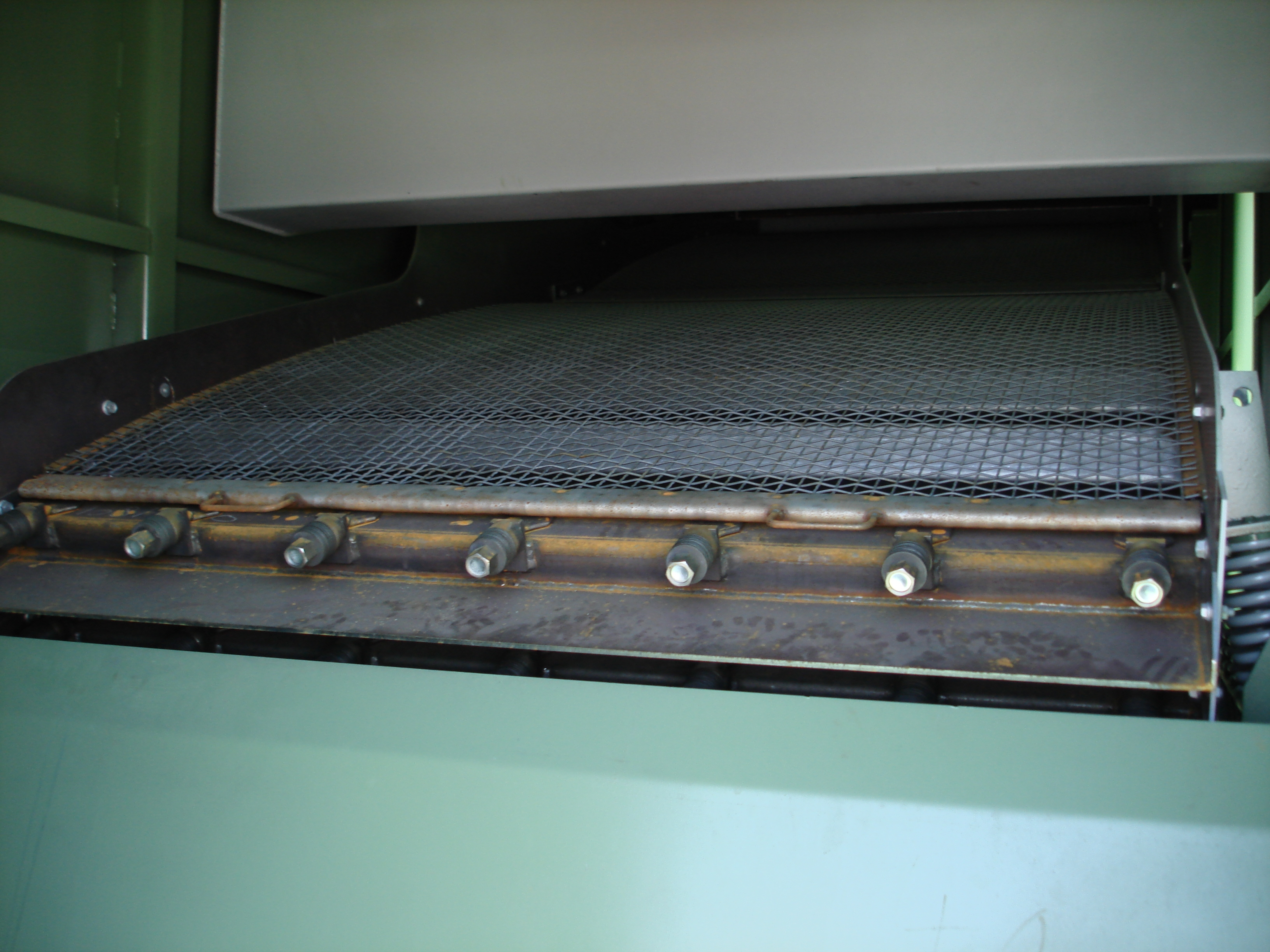
Ein Sieb der Heißsiebeeinheit

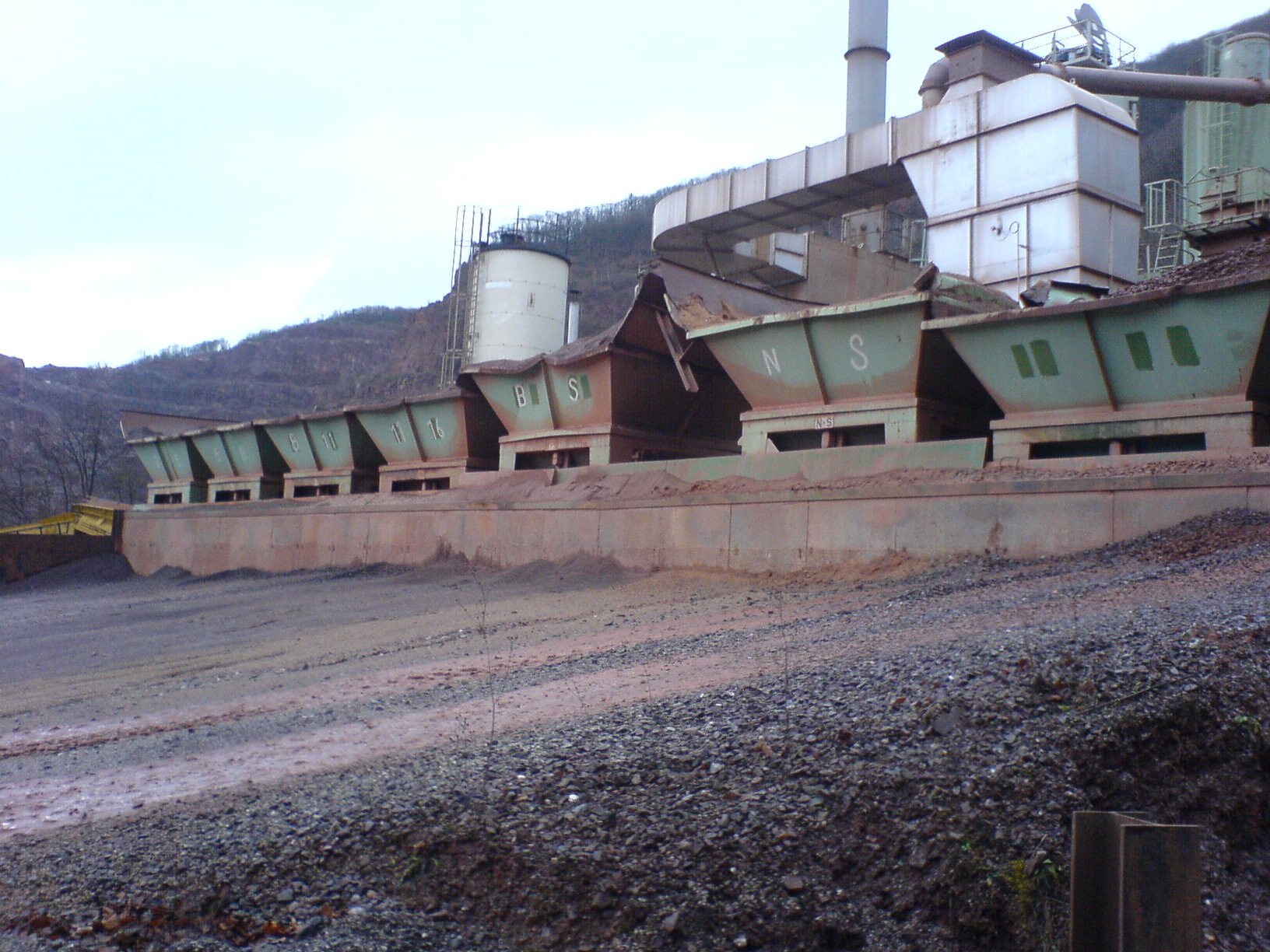
Ein Teil der Vordosierung. Man spricht bei diesen Behältern von Doseuren.

Asphaltmischanlagen sind meist modular aufgebaut mit verschiedenen elementaren Baugruppenfunktionen:
- Doseure für Mineralstoffe (Vordosierung)
- Trocknung der Mineralstoffe (Trockentrommel mit Brenner)
- Filterentstaubung für die Wiedergewinnung der im Prozess anfallenden Stäube (Entstaubung)
- Heißabsiebeeinheit (Siebmodul)
- Silo zur Bevorratung von heißen Gesteinskörnungen (Heißmineralsilo)
- Modul mit Waagen zum Verwiegen der verschiedenen Komponenten (Waagenmodul)
- Modul mit einem Mischer zum Vermischen der benötigten Komponenten (Mischermodul)
- Lagerstätte zur Bevorratung des fertigen Mischguts (Mischgutsilo). Dieses Modul lässt sich unter dem Mischermodul, als auch nebenstehend anordnen. Von hier aus wird das Asphaltmischgut (meist) auf LKW verladen zum unmittelbaren Transport auf die Baustelle.
- Lagerbehälter für Füller (Füllersilos)
- Lagerbehälter für Bindemittel (Bitumentankanlage)

Die häufigsten Baugruppen für einen erweiterten Funktionsumfang sind unter anderem:
- Zugabeeinheit für Asphaltgranulat (Reclaimed Asphalt) direkt in den Mischer
- Zugabeeinheit für Asphaltgranulat (Reclaimed Asphalt) über eine sogenannte Paralleltrommel
- Farbzugaben für farbiges Asphaltmischgut
- Schaumbitumenzugabe für die Herstellung von Schaumasphalt (Niedrigtemperaturasphalt)
- Zugabeeinheit für Faserstoffe
- Brenner mit der Brennstoffbevorratung z. B. Braunkohlenstaub als preiswerter Energieträger

## Asphaltrecycling im Mischwerk
Ausbauasphalt, der auf der Baustelle in Form von Schollen oder als Fräsgut anfällt, kann im Mischwerk der Wiederverwendung zugeführt werden. Die Schollen durchlaufen vor der Zugabe einen Brecher. Das Fräsgut dagegen lässt sich ohne weitere Behandlung zugegeben. Grundsätzlich ist zwischen der Kaltzugabe und der Heißzugabe zu unterschieden.
Bei der Kaltzugabe wird das Asphaltgranulat entweder direkt in den Mischer oder indirekt über den Heißelevator und die Waage in den Mischer zugegeben. Im Mischer erfolgt dann die Erwärmung mit oder durch die heiße Gesteinskörnung sowie die Zugabe von Frischbitumen. Bei diesem Verfahren ist die Asphaltgranulat-Zugabemenge von verschiedenen Parametern (z. B. Anfangsfeuchte und Mischzeit) abhängig und liegt maximal bei 40 %.

Wird die Heißzugabe angewendet, so durchläuft das Asphaltgranulat zunächst eine eigens dafür vorgesehene Trockentrommel (auch Paralleltrommel genannt). Sie befindet sich parallel zur Trockentrommel für die neue Gesteinskörnung und kann entweder direkt im Gleichstromverfahren oder mittels Heißgaserzeuger indirekt im Gegenstromverfahren befeuert werden. Im nächsten Schritt erfolgt dann die Zusammenführung der beiden Trommelinhalte im Mischer sowie die Zugabe von Frischbitumen. Die Vorerhitzung des Asphaltgranulats in der Paralleltrommel ermöglicht prinzipiell eine Asphaltgranulat-Zugabemenge von bis zu 60 % im Gleichstromverfahren bzw. von bis zu 100 % im Gegenstromverfahren.
Die bei beiden Zugabeverfahren genannten maximalen Zugabemengen werden in der Praxis in der Regel jedoch nicht erreicht. Der Anteil an Asphaltgranulat ergibt sich im Wesentlichen aus der geforderten Asphaltqualität und den geltenden Normen bzw. Vorschriften.

## Hersteller (Auswahl)
- Ammann
- Amomatic
- Astec
- Benninghoven (gehört zur Wirtgen Group)
- Comaco (hat Gibat-Ohl übernommen)
- Cesan
- E-MAK
- EKIP
- Fayat-Gruppe (beinhaltet: Marini, Ermont (seit 1987 Fayat Marini-Ermont) und ATS Asphalttechnik)
- Intrame
- Lintec
- Teltomat
- Wasmus